# Raimon Carrasco
Pour les articles homonymes, voir Carrasco.
Raimon Carrasco Azemar, né le 17 février 1924 à Barcelone (Catalogne, Espagne) et mort le 20 mars 2022, est un chef d'entreprise espagnol.
Il préside de façon intérimaire le FC Barcelone entre 1977 et 1978 avant l'arrivée de José Luis Núñez.

## Biographie
Raimon Carrasco est le fils de l'homme politique catalaniste Manuel Carrasco i Formiguera, fusillé pendant la guerre d'Espagne, et de Pilar Azemar Puig de la Bellacasa. Raimon Carrasco est forcé à partir en exil en France jusqu'en 1940. Il s'installe ensuite à Madrid où il étudie le droit et travaille pour une compagnie d'assurance. En 1945, il retourne à Barcelone pour travailler à la Compañía Mediterránea de Seguros (assurances).
Il obtient un diplôme à l'Institut d'études supérieures de commerce (IESE) puis débute dans le monde des affaires en 1959 en tant que directeur de la Compañía de Industrias Agrícolas sous la supervision de son oncle.
Il est ensuite vice-président du Banco Industrial de Catalunya (BIC) et de la compagnie chimique Sinorgan, conseiller de la Liga Financiera, de FECSA, de l'entreprise du bâtiment Ribas y Pradell et des assurances Chasyr.
Il est un des instigateurs de la modernisation des chambres du commerce, industrie et navigation en 1966.
Comme son père, Raimon Carrasco milite à l'Union démocratique de Catalogne, bien qu'il n'occupe aucun poste d'importance. Il est un des dirigeants et le dernier à présider la Banca Catalana avant la faillite qui fit scandale. Il a présidé la Fundació Enciclopèdia Catalana de 2002 à 2006, et a été membre de la Fondation de l'Université polytechnique de Catalogne (UPC) et secrétaire de l'Institut Guttmann.

### FC Barcelone
En 1968, Raimon Carrasco entre au comité directeur du FC Barcelone sous la présidence de Narcís de Carreras. Il est vice-président lors des deux mandats d'Agustí Montal Costa (1969-1977) et responsable de la commission sportive.
À la fin de la présidence de Montal, Raimon Carrasco assume la présidence du club de façon intérimaire le 18 décembre 1977 avec l'objectif de conduire le club aux premières élections pleinement démocratiques après la dictature franquiste. Son mandat s'achève le 1er juillet 1978 avec la victoire électorale de José Luis Núñez.
Pendant son passage à la présidence, le Barça remporte la Coupe d'Espagne. Johan Cruyff et l'entraîneur Rinus Michels quittent le club. Dans les années 2000, le président Joan Laporta le nomme conseiller du comité directeur.